# Mariner (排版引擎)
Mariner是一個被取消的計畫，旨在為Netscape Communicator使用的瀏覽器引擎提高性能和穩定性。
Mariner增加了對頁面回流的支援，這是先前Netscape版本中所缺乏的一項功能，這使文字和表格的渲染變得更快。另外，還對文件物件模型（1級）進行了開發工作，並提昇了穩定性。HTML和CSS也進行了改進，但這些在技術上並不屬於Mariner計畫的一部分。 
Mariner最初打算使用在Netscape Communicator 5.0中，隨後的版本使用新的NGLayout引擎（現稱為Gecko）。然而，1998年10月，Netscape決定放棄原有的排版引擎，轉而使用NGLayout，並停止Mariner的開發工作。Netscape Communicator 5.0和Mariner從未發布過。下一個主要的Netscape版本（Netscape 6，2000年11月）是圍繞Gecko構建的。

## 外部連結
- Mariner Project Page （页面存档备份，存于）